# Mexican train

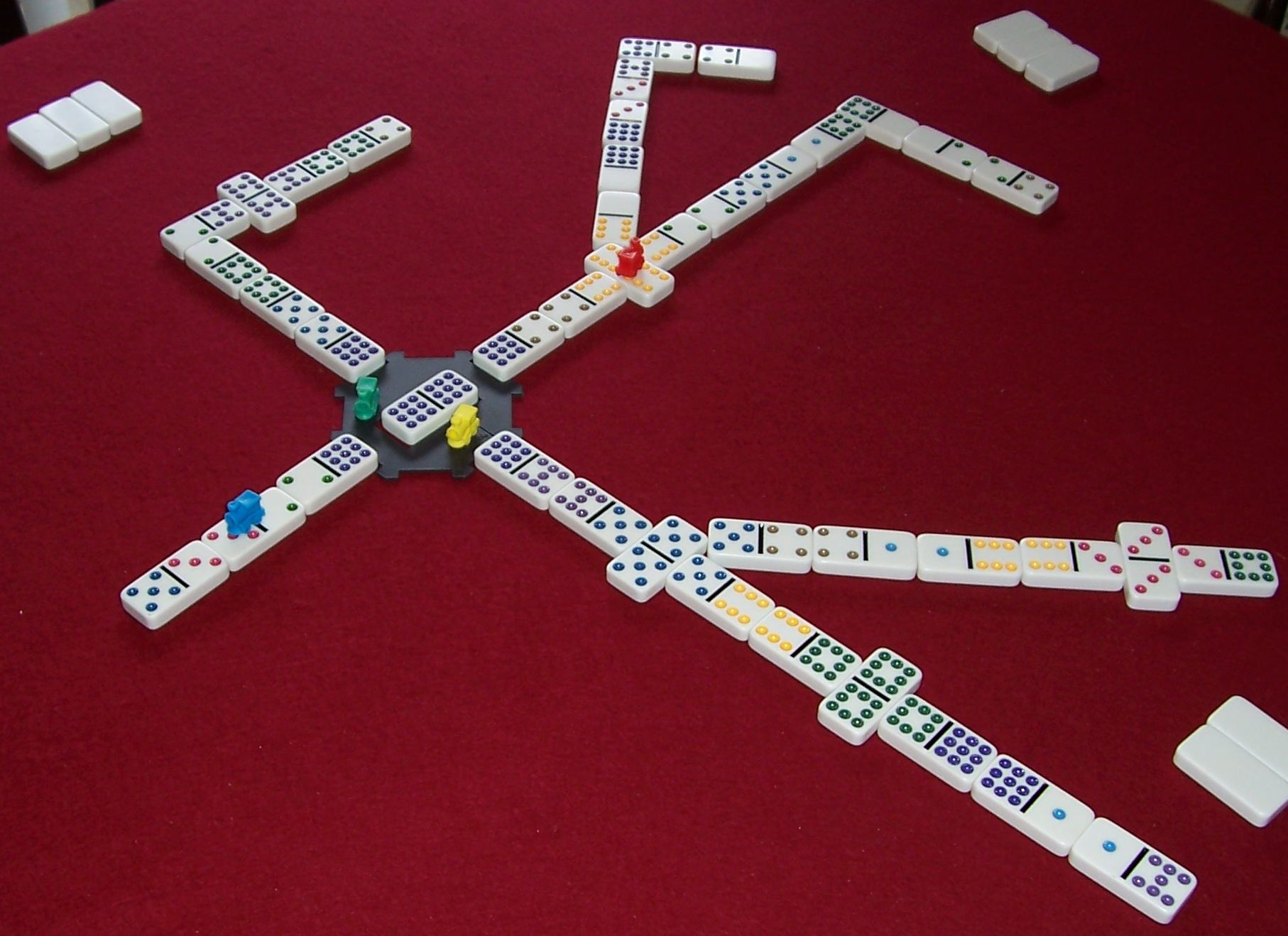
Mexican train.

Mexican Train är en variant av domino där man har 91 brickor som går upp till dubbeltolv. Antalet spelare som kan delta är 2 till 8 och det går ut på att placera ut alla brickor som dras i början av spelet. Du använder också tåg som markörer och en del utgåvor av spelet har även en ljudsignal, som ska användas för att tala om att man är på väg att avsluta spelet.
Spelet avslutas när en spelare har spelat ut alla sina dominobrickor. De andra räknar då sina prickar på de återstående brickorna. Vinnaren är den som har lägst poäng efter ett bestämt antal spelrundor.